# یگان‌های مدافع غیرنظامیان
یگان‌های مدافع غیرنظامیان (به کردی: Yekîneyên Parastina Sivîl, YPS) که همچنین با نام یگان‌های دفاعی غیرنظامیان نیز شناخته شده‌است، در درجهٔ نخست یک گروه انقلابی کرد و همچنین نیروی مسلح اصلی در شهرهای کردستان ترکیه است. ی.پ.س در تاریخ ۲۰ دسامبر ۲۰۱۵ توسط نیروهای کرد به عنوان نیرویی مشابه با یگان‌های مدافع خلق کردستان سوریه، در کردستان ترکیه تأسیس شد. ی.پ.س به‌طور عمده از اعضای جنبش جوانان انقلابی و میهن‌دوست (YDG-H) تشکیل شد که از سال ۲۰۱۳ مشغول فعالیت بودند. ی.پ.س در حال حاضر برای جنگ شهری علیه حکومت ترکیه آموزش می‌بیند، در حالی‌که نیروهای قبلی عمدتاً برای تاکتیک‌های جنگ گریلایی آموزش دیده‌بودند. روش جدید جنگی در منازعهٔ ترکی-کردی (۲۰۱۵-اکنون) با احتمال وقوع جنگ داخلی در ترکیه دنبال می‌شود.
ماهیت رابطهٔ میان ی.پ.س و حزب کارگران کردستان (پ.ک.ک) مشخص نیست. هر دوی آن‌ها از یک ایدئولوژی پیروی کرده و برای رسیدن به حقوق سیاسی و فرهنگی و خودمدیریتی برای کردها به مبارزهٔ مسلحانه می‌پردازند.
یگان‌های مدافع غیرنظامیان در ابتدا موضعی دفاعی در منازعهٔ ترکی-کردی (۱۹۷۸-اکنون) اتخاذ کرد و به حریف اصلی ارتش ترکیه (ت.س.ک) و حکومت ترکیه بدل شد که به همراه مبارزان اپوزیسیون کرد علیه ارتش ترکیه مبارزه می‌کرد. شاخه‌های چندگانهٔ ی.پ.س در مناطق مختلف ترکیه در نتیجهٔ زدوخوردها و حکومت نظامی به اجرا گذاشته‌شده توسط حکومت ترکیه تاکنون تشکیل شده‌اند.

## ی.پ.س-زن

پرچم ی.پ.س-زن

یگان‌های مدافع غیرنظامیان زن یا ی.پ.س-زن (به کردی: Yekîneyên Parastina Sivîl a Jin, YPS-Jin) میلیشیایی کردی است که در سال ۲۰۱۶ به عنوان بریگاد زنان ی.پ.س تشکیل شد.

## شاخه‌های ی.پ.س
1. ی.پ.س جِزره-بوتان (جزیره)[۱]
2. ی.پ.س سلوپی[۷]
3. ی.پ.س گَوَر (یوکسکووا)
4. ی.پ.س نصیبین[۲]
5. ی.پ.س آمد (دیاربکر)[۸]
6. ی.پ.س سور
7. ی.پ.س هَزَخ (اِدِل)[۹]
8. ی.پ.س شِرنَخ (شیرناک)[۱۰]